# Pe Arieș
Pe Arieș este un film documentar românesc de scurtmetraj din 1969 regizat de David Reu.